# 埃里克·沃格林
埃里克·沃格林（Erich Hermann Wilhelm Vögelin，1901.1.3-1985.1.19），美国政治哲学家。沃格林生于德国科隆，在维也纳大学攻读政治学，后成为法学院政治学副教授。1938年，沃格林与妻子逃离了纳粹控制下的维也纳，移居美国，1944年获得美国国籍。沃格林的大部分学术生涯都在路易斯安那州立大學、圣母大学、慕尼黑大学和斯坦福大学胡佛研究所渡过。费城学会成员。

## 生平
1901年1月3日，沃格林出生於科隆，父親奧托是建築工程師。1910年，搬到了维也纳的娘家，他們住在哈布斯堡皇室領地的中心，這裡正好是文化和學問的中心，各種思想都在這裡匯聚。1919年，沃格林進入维也纳大学法學院學習。大學時期，他還參加了汉斯·凯尔森、奥斯玛·斯潘和路德維希·馮·米塞斯的圈子，他的畢業論文也由前兩位指導完成。大學時期的交往讓他認識了諸如海耶克、阿爾弗雷德·舒茨和费利克斯·考夫曼等學者。。 1922年畢業後，他在奥斯玛·斯潘參與主編的《國民經濟與社會政策》雜誌上發表了第一篇論文。
1922年冬，他聽了愛德華·邁爾的古代史講座。1924年，他獲得了奧地利洛克菲勒獎學金，先後到美國哥倫比亞大學、威斯康辛大學、哈佛大學做研究工作。1927年，他回到歐洲大陸，在巴黎大學研究。1929年，他結束了遊學生涯在海德堡訪問了阿爾弗雷德·韋伯和卡爾·雅斯佩斯，之後他被聘為維也納大學的國家學和社會學的編外講師。1932年6月30日，他與麗絲·翁肯結婚。1933年，他出版了兩本關於種族思想的書，都對政治思想中的生物主義提出了批判。1936年，他榮陞為傑出教授，並發表了有關奧地利獨裁憲法的研究。
1938年3月20日，因德奥合并而被免除了教职，並在盖世太保逮捕他之前，經由瑞士流亡到了美国。他先是在哈佛短暫任教，後到阿拉巴馬大學，最後於1942年獲得路易斯安那州立大学的教職。之後沃格林一直住在巴吞鲁日，還擔任過美國政府的政治顧問。
1958年，沃格林接受了慕尼黑大学的邀请，继任自1920年马克斯·韦伯去世后一直空缺的政治科学的教席。在慕尼黑，沃格林创立了政治科学研究所（InstitutfürPolitische Wissenschaft）。1969年，沃格林從慕尼黑大學榮休後回到美国，加入斯坦福大学的胡佛研究所，在此工作直至1985年1月19日去世。。

## 研究工作与著述
沃格林一生致力于研究二十世纪的地方性政治暴力，这一努力相关于政治、历史或意识的哲学。根据沃格林的世界观，他“指责对基督教的恶劣的乌托邦式解读，因为会导致像纳粹主义和共产主义这样的极权主义运动”。沃格林不接受任何读者和拥护者给他贴上的意识形态标签或分类。 
沃格林一生中出版了大量的专著、文章和评论。他早期著作《政治性宗教》（1938）将极权主义意识形态看作是政治性宗教，因为两者在结构上具有相似性。沃格林撰写了多卷本（英文）的《秩序与历史》，自1956年开始出版，直至他29年后去世仍没有完整面世。沃格林1951年的“查尔斯·沃尔格林”（Charles Walgreen）讲座汇编为《新政治科学》一书出版，它可以看作是《秩序与历史》系列书目的一个序言，也是他最著名的作品。沃格林去世后留下了许多未发表的手稿，其中包括迄今已出版了八卷的政治思想史。
《秩序与历史》最初构想是五卷，对历史的秩序进行考察，这源于沃格林对他所处的无序时代的亲身经历。前三卷——“以色列与《启示录》”、“城邦世界”以及“柏拉图与亚里士多德”——于1956年和1957年相继出版，重点描写了古代近东和希腊的秩序。
在此之后，由于大学行政职务和新研究机构方面的工作，沃格林不得不减缓了出版速度。这导致第四卷的出版与第三卷相隔17年。1966年德文版《回忆录》记录了沃格林当时的新的关注点：《历史与政治理论》。第四卷《普世时代》出版于1974年。此卷通过考察从苏美尔王表到黑格尔时代的秩序象征，突破了前三卷的编年史模式。沃格林生前的最后几天一直忙于写作最后一卷：《寻找秩序》，并于他死后的1987年出版。
沃格林后期著作的一个关键主张是：我们的超越（transcendence）经验传达出一种意义秩序感。尽管我们不可能完整定义或描述超越，但可以用象征（symbols）传达它。特定的超越秩序感成为一种特定的政治秩序的基础。因此意识哲学可以成为一种政治哲学。
相比于我们如何知道一种秩序图景的真或假这一认识论问题，沃格林更关注这些经验所产生的本体论问题。沃格林认为，真的本质在于信。一切哲学都是从神圣经验开始的。因为上帝被经验为善的，所以人们可以确信现实是可知的。正如笛卡尔所说：上帝不是一个骗子。鉴于知识的可能性，沃格林认为存在两种样态：意向性（intentionality）和明晰性（luminosity）。秩序图景属于后一类。任何图景的真都被其正统观念（orthodoxy）所证实，沃格林开玩笑地称之为独创性的缺乏。
尽管一些读者发现了沃格林与恩斯特·卡西尔、马丁·海德格尔和伽达默尔等人的同期著作有相似之处，但他的作品依然很难被归类。沃格林经常发明术语，或者以新的方式使用旧术语。但读者可以很快熟悉他的作品中一些模式。
由于对沃格林著作的订购趋势上涨，2000年，慕尼黑的威廉·芬克出版社（Wilhelm Fink Verlag）出版了305页的国际参考书目索引。美国、德国、意大利和英国的大学成立了专门的沃格林研究中心，他的著作最也被翻译为葡萄牙语、日语等多种语言。密苏里大学出版社出版了沃格林的34卷主要作品集，慕尼黑大学的埃里克·沃格林档案馆也收录了沃格林的各种主要和次要著述。

## 关于诺斯替主义
在《新政治科学》、《秩序与历史》和《科学、政治及诺斯替主义》中，沃格林批判诺斯替主义对政治造成的错误影响。沃格林把“灵知”（gnosis）界定为“一种无需批判反思的对于真理图景直接的、即时的把握；精神上和认知上的精英具有的特殊天赋”。诺斯替主义是一种“宣称对现实加以绝对认知掌控的思维模式。诺斯替主义基于对灵知的断言，认为它的知识不会受到批评。诺斯替主义包括先验化形式（如古代晚期诺斯替运动）和现世化形式（如马克思主义运动）”。
除了古典基督教作家反异教著述之外，沃格林关于诺斯替的文献资源都是二手的，当时拿戈瑪第經集还没有广泛流传。例如，沃格林参考了漢斯·烏爾斯·馮·巴爾塔薩、亨利·德·鲁巴克和德国犹太哲学家汉斯·约纳斯的文献。
沃格林认为，古代的诺斯替主义和现代主义政治理论（尤其是共产主义和纳粹主义）有相似之处。他把异化看作是诺斯替主义活动的根源。异化既是一种从社会中分离出去的感觉，同时也是这一信念：这种分离源自世界中固有的混乱（disorder），乃至邪恶。异化导致两个结果：
- 首先，相信世界的混乱可以被超凡的洞察力、学识或知识所超越。沃格林称之为“诺斯替主义推断”（诺斯替派本身则称之为“灵知”）。
- 其次，希望实行或者制定某种政策来实现上述推断，即“末世现世化”——在历史现实中创造出天堂。

根据沃格林的说法，诺斯替主义者完全拒绝神基督教的上帝天国，代之以通过高深莫测的仪式或实践而达成的人类救赎。
沃格林认为，诺斯替主义倾向的主要特征在于它由这样一种观念推动：世界和人性可以通过一群选定的人（精英）、人神（man-god）、超人而从根本上被改造和完善，这些人拥有关于如何完善人类存在的特殊知识（如魔法或科学）。
诺斯替主义显然不同于救赎的观念，救赎是通过人类与神圣的和解而实现的。马克思主义带有诺斯替的特征，因为它意味着，一旦资本主义被“无产阶级”推翻，我们就可以在地球上建立一个完美的社会。纳粹主义同样也是诺斯替的，因为它断定，当优等种族从种族自卑和堕落中解脱出来，我们就可以通过种族净化来实现乌托邦。
在对两个案例的专门分析中，沃格林指出，极权主义的动力来自社会剩余中的个体的异化。这使得一个人产生出支配欲（libido dominandi），其根源不仅在于他的图景的命令的诺斯替信念，还在于他与他的社会机体无法协调一致。所以，对那些受此政治危害的人们的福利，便很少受到关注，这种政治从强制一直延伸到灾难（如俄罗斯谚语：“要做煎蛋卷，必须打几个鸡蛋”、“砍木头时总要飞出些木屑”）。

### 末世现世化
沃格林最经常被人引述（如小威廉·F·巴克利）的一段话是：
“因此，只有当基督徒的先验充实（fulfillment）被现世化的情况下，历史中的本质（eidos）问题才会出现。然而，这样一种关于末世的现世化假说是一个理论上的谬误。”
出自这段话的一个口号是：“不要把末世现世化！”，意思是：“不要尝试让来世的事情发生在此刻、此处”，或者“不要尝试在地球上创造天堂”。
当沃格林在消极意义上谈到“灵知”时，反映出了古代摩尼教和瓦伦丁主义对这一词用法。随着菲奥雷的约阿希姆（Joachim of Fiore）和以及他作品中提到的各种意识形态的运动，灵知在现代性中得到现世化（或者说展开）。沃格林根据汉斯·约纳斯《诺斯替宗教》中对“诺斯替主义”的定义，认为海德格尔也有诺斯替主义的倾向。海德格尔想要达到对现实的理解和控制，使人类在现实中像上帝的角色一样强大。
沃格林站在希腊化时期的立场来论证，善良的灵知出自信实（pistis），而异教传统则在信仰与理智（noesis）之间作出了错误的区分。而且这种二元视角是诺斯替主义根本性质，它源于对理智对象（noema）的误用，并破坏性地在人类意识中区分了内部世界和外部世界。秩序的归位，就在于调和意识的内部（主观）世界和外部（客观）世界。

### 遭遇的批评
尤金·韦伯（Eugene Webb）批评了沃格林对“灵知”概念，以及对诺斯替主义的分析。韦伯在《沃格林反思下的诺斯替主义》这篇文章中说到，沃格林的“诺斯替主义”概念被设想为“主要不是用来描述古代现象，而是帮助我们理解一些现代现象，对它们来说，诺斯替主义存在的证据更为清楚”。韦伯继续说：“（诺斯替主义的）范畴的用处对于他的目的来说是有限的……而且，近年来诺斯替主义这个概念变得问题重重、过于复杂，所以至少要削减沃格林追溯这一概念的工作，他的历史追溯路线从古代文献资源开始，直至沃格林试图用它们去加以阐明的现代现象”。

### 精神复兴
沃格林的著作并没有给出改进方案，也没有指明从现代政治中所谓的“疯魔”（demono-maniacal）中恢复的理论。然而，他的著作里穿插着这一观念：关于神圣秩序的第一经验的精神复兴。沃格林对宗教教条使人得救不抱什么信心，而更关注古典意义上的“daimonios aner”（柏拉图的“属灵之人”）的人的复兴。他没有推断可能实现精神复兴的制度形式，而是确信，目前五百年的世俗主义周期将会结束，因为正如他所说的：“你永远不能对人类加以否认”（"you cannot deny the human forever"）。
1973年，沃格林在爱尔兰都柏林的一次演讲中预测说，十年之内，苏联将从内部崩溃。

## 主要参考书目
- Voegelin, Eric, , 1987.

## 扩展阅读

### 主要著述
All of Voegelin's writing is published as his Collected Works (CW), reviewed by Mark Lilla, "Mr. Casaubon in America （页面存档备份，存于）" The New York Review of Books 54/11 (June 28, 2007): 29–31.

### 主要文献资源
- The closest to an introduction to his thought in his own words is the Autobiographical Reflections.
- Wagner, Gerhard; Weiss, Gilbert (编), , Petropulos, William transl, University of Missouri Press, 2011, 240 pp.
- Register of the Eric Voegelin papers 1901–1997（页面存档备份，存于） at the Hoover Institution Archives, Stanford University Stanford, CA, 2012 (120 PDFs).

### 二手文献
- Cooper, Barry: Eric Voegelin and the Foundations of Modern Political Science, University of Missouri Press, 1999.
- Federici, Michael: Eric Voegelin: The Restoration of Order （页面存档备份，存于）, ISI Books 2002, basic introduction.
- McAllister, Ted V: Leo Strauss, Eric Voegelin and The Search for a Postliberal Order' University Press of Kansas, 1995.
- Sandoz, Ellis: The Voegelinian Revolution: A Biographical Introduction （页面存档备份，存于） Louisiana State UP, 1981, advanced.
- Trepanier, Lee,  and Steven F. McGuire, eds. Eric Voegelin and the Continental Tradition: Explorations in Modern Political Thought  (University of Missouri Press; 2011) 284 pp; essays on his relationship to Hegel, Schelling, Kierkegaard, Heidegger, and Gadamer.
- Webb, Eugene: Eric Voegelin: Philosopher of History, Seattle and London: University of Washington Press, 1981.